# Daniel Levin
Daniel Levin, född 1973, spelade i de sista upplagorna av bandet De Lyckliga Kompisarna (DLK). Levin har på senare år skrivit ett antal böcker. En av dem är kritisk mot Bert Karlsson. Han har även varit kontorschef på arkitektkontoret OkiDoki! Arkitekter.